# Veigy-Foncenex
Veigy-Foncenex là một xã trong tỉnh Haute-Savoie thuộc vùng Auvergne-Rhône-Alpes đông nam Pháp.